# Cornelius Valckenberg
Cornelius Josef Valckenberg (* 24. August 1815 in Worms; † 30. Mai 1873 in Heppenheim) war ein deutscher Richter und Politiker und Abgeordneter der 2. Kammer der Landstände des Großherzogtums Hessen.
Cornelius Valckenberg war der Sohn des Weingroßhändlers Friedrich Valckenberg (1788–1841) und dessen Ehefrau Barbara, geborene Heyl. Valckenberg gehörte der römisch-katholischen Kirche an und heiratete Emmi geborene Staedel (1827–1890).
Valckenberg studierte Rechtswissenschaften und wurde 1838 zum Dr. jur. promoviert. 1848 wurde er Substitut des Staatsprokurators beim Kreisgericht Alzey und später im Jahr in Mainz. 1859 wurde er Bezirksgerichtsrat beim Bezirksgericht Mainz und 1862 Staatsprokurator am Bezirksgericht Alzey. 1865 erhielt er die Beförderung zum Substitut des Generalstaatsprokurators am Obergericht Mainz und wurde 1868 pensioniert.
Von 1859 bis 1862 gehörte er der Zweiten Kammer der Landstände an. Er wurde für den Wahlbezirk der Stadt Worms gewählt.